# Grande Prêmio de Quebec de 2019
A 10.ª edição da clássica ciclista Grande Prêmio de Quebec foi uma corrida no Canadá que se celebrou a 13 de setembro de 2019 sobre um percurso de 201,6 quilómetros com início e final na cidade de Quebec.
A corrida faz parte do UCI World Tour de 2019, sendo a trigésima quinta competição do calendário de máxima categoria mundial.
A corrida foi ganha pelo corredor australiano Michael Matthews da equipa Sunweb, em segundo lugar o eslovaco Peter Sagan da Bora-Hansgrohe e em terceiro lugar o belga Greg Van Avermaet da CCC.

## Equipas participantes
Tomaram parte na carreira 21 equipas: 18 de categoria UCI World Tour de 2019 convidados pela organização; 2 de categoria Profissional Continental e a Seleção Nacional do Canadá. Formando assim um pelotão de 146 ciclistas dos que acabaram 128. As equipas participantes foram:
| Equipes WorldTeam (18)- AG2R La Mondiale - Astana - Bahrain-Merida - Bora-hansgrohe - CCC Team - Deceuninck-Quick Step - Dimension Data - EF Education First - Groupama-FDJ - Team Jumbo-Visma - Lotto Soudal - Mitchelton-Scott - Movistar Team - Katusha-Alpecin - Ineos - Team Sunweb - Trek-Segafredo - UAE Team Emirates Equipes profissionais Continentais (2)- Rally UHC Cycling - Israel Cycling Academy Equipe nacional- Canadá |
| |

## Classificações finais
- As classificações finalizaram da seguinte forma:[2]

### Classificação geral
| \| Classificação geral \| Classificação geral \| Classificação geral \| Classificação geral \| Classificação geral \| \| Ciclista \| Ciclista \| Equipe \| Tempo \| \| \| ------------------- \| ------------------- \| ---------------------- \| ------------------- \| ------------------- \| \| 1. \| Michael Matthews \| Team Sunweb \| 5h13m01s \| \| \| 2. \| Peter Sagan \| Bora-Hansgrohe \| + 0s \| \| \| 3. \| Greg Van Avermaet \| CCC Team \| + 0s \| \| \| 4. \| Diego Ulissi \| UAE Team Emirates \| + 0s \| \| \| 5. \| Jasper Stuyven \| Trek-Segafredo \| + 0s \| \| \| 6. \| Tom Slagter \| Dimension Data \| + 0s \| \| \| 7. \| Julian Alaphilippe \| Deceuninck-Quick Step \| + 0s \| \| \| 8. \| Timo Roosen \| Team Jumbo-Visma \| + 0s \| \| \| 9. \| Tim Wellens \| Lotto-Soudal \| + 0s \| \| \| 10. \| Benoît Cosnefroy \| AG2R La Mondiale \| + 0s \| \| \| 11. \| Daryl Impey \| Mitchelton-Scott \| + 0s \| \| \| 12. \| Alberto Bettiol \| EF Education First \| + 0s \| \| \| 13. \| Kristian Sbaragli \| Israel Cycling Academy \| + 0s \| \| \| 14. \| Bauke Mollema \| Trek-Segafredo \| + 0s \| \| \| 15. \| Hugo Houle \| Astana \| + 0s \| \| |                    |                        |          |
| |                    |                        |          |
| Fonte: ProCyclingStats |                    |                        |          |
| Classificação geral |                    |                        |          |
| Ciclista | Ciclista           | Equipe                 | Tempo    |
| 1. | Michael Matthews   | Team Sunweb            | 5h13m01s |
| 2. | Peter Sagan        | Bora-Hansgrohe         | + 0s     |
| 3. | Greg Van Avermaet  | CCC Team               | + 0s     |
| 4. | Diego Ulissi       | UAE Team Emirates      | + 0s     |
| 5. | Jasper Stuyven     | Trek-Segafredo         | + 0s     |
| 6. | Tom Slagter        | Dimension Data         | + 0s     |
| 7. | Julian Alaphilippe | Deceuninck-Quick Step  | + 0s     |
| 8. | Timo Roosen        | Team Jumbo-Visma       | + 0s     |
| 9. | Tim Wellens        | Lotto-Soudal           | + 0s     |
| 10. | Benoît Cosnefroy   | AG2R La Mondiale       | + 0s     |
| 11. | Daryl Impey        | Mitchelton-Scott       | + 0s     |
| 12. | Alberto Bettiol    | EF Education First     | + 0s     |
| 13. | Kristian Sbaragli  | Israel Cycling Academy | + 0s     |
| 14. | Bauke Mollema      | Trek-Segafredo         | + 0s     |
| 15. | Hugo Houle         | Astana                 | + 0s     |

## UCI World Ranking
O Grande Prêmio de Quebec outorgara pontos para o UCI World Ranking para corredores das equipas nas categorias UCI World Team, Profissional Continental e Equipas Continentais. A seguinte tabela são o barómetro de pontuação e os corredores que obtiveram pontos:
| Posição   | 1.º | 2.º | 3.º | 4.º | 5.º | 6.º | 7.º | 8.º | 9.º | 10.º | 11.º | 12.º | 13.º | 14.º | 15.º-20.º | 21.º-30.º | 31.º-50.º | 51.º-55.º | 56.º-60.º |
| Pontuação | 300 | 250 | 215 | 175 | 120 | 115 | 95  | 75  | 60  | 50   | 40   | 35   | 30   | 25   | 20        | 12        | 5         | 2         | 1         |

| Classificação |                    |                       |        |
| Posição       | Ciclista           | Equipa                | Pontos |
| ------------- | ------------------ | --------------------- | ------ |
| 1.º           | Michael Matthews   | Sunweb                | 300    |
| 2.º           | Peter Sagan        | Bora-Hansgrohe        | 250    |
| 3.º           | Greg Van Avermaet  | CCC                   | 215    |
| 4.º           | Diego Ulissi       | UAE Emirates          | 175    |
| 5.º           | Jasper Stuyven     | Trek-Segafredo        | 120    |
| 6.º           | Tom Slagter        | Dimension Data        | 115    |
| 7.º           | Julian Alaphilippe | Deceuninck-Quick Step | 95     |
| 8.º           | Timo Roosen        | Jumbo-Visma           | 75     |
| 9.º           | Tim Wellens        | Lotto Soudal          | 60     |
| 10.º          | Benoît Cosnefroy   | AG2R La Mondiale      | 50     |

## Lista de Participantes
| Team Sunweb SUN | Team Sunweb SUN           | Team Sunweb SUN |
| --------------- | ------------------------- | --------------- |
| Num             | Ciclista                  | Pos             |
| 1               | Michael Matthews (AUS)    | 1.              |
| 2               | Louis Vervaeke (BEL)      | 121.            |
| 3               | Jan Bakelants (BEL)       | 59.             |
| 4               | Jai Hindley (AUS)         | 92.             |
| 5               | Marc Hirschi (SUI)        | 62.             |
| 6               | Lennard Kämna (GER)       | DNF             |
| 7               | Johannes Fröhlinger (GER) | DNF             |

| Deceuninck-Quick Step DQT | Deceuninck-Quick Step DQT | Deceuninck-Quick Step DQT |
| ------------------------- | ------------------------- | ------------------------- |
| Num                       | Ciclista                  | Pos                       |
| 11                        | Julian Alaphilippe (FRA)  | 7.                        |
| 12                        | Kasper Asgreen (DEN)      | 27.                       |
| 13                        | Dries Devenyns (BEL)      | 101.                      |
| 14                        | Remco Evenepoel (BEL)     | 99.                       |
| 15                        | Mikkel Honoré (DEN)       | 54.                       |
| 16                        | Enric Mas (ESP)           | 71.                       |
| 17                        | Pieter Serry (BEL)        | 109.                      |

| Bora-Hansgrohe BOH | Bora-Hansgrohe BOH             | Bora-Hansgrohe BOH |
| ------------------ | ------------------------------ | ------------------ |
| Num                | Ciclista                       | Pos                |
| 21                 | Peter Sagan (SVK)              | 2.                 |
| 22                 | Cesare Benedetti (ITA)         | 89.                |
| 23                 | Marcus Burghardt (GER)         | 117.               |
| 24                 | Patrick Konrad (AUT) (estrada) | 104.               |
| 25                 | Jay McCarthy (AUS)             | 35.                |
| 26                 | Daniel Oss (ITA)               | 75.                |
| 27                 | Christoph Pfingsten (GER)      | DNF                |

| CCC Team CCC | CCC Team CCC            | CCC Team CCC |
| ------------ | ----------------------- | ------------ |
| Num          | Ciclista                | Pos          |
| 31           | Greg Van Avermaet (BEL) | 3.           |
| 32           | Josef Černý (CZE)       | DNF          |
| 33           | Simon Geschke (GER)     | 29.          |
| 34           | Serge Pauwels (BEL)     | 60.          |
| 35           | Joey Rosskopf (USA)     | 47.          |
| 36           | Michael Schär (SUI)     | 83.          |
| 37           | Łukasz Wiśniowski (POL) | 82.          |

| AG2R La Mondiale ALM | AG2R La Mondiale ALM         | AG2R La Mondiale ALM |
| -------------------- | ---------------------------- | -------------------- |
| Num                  | Ciclista                     | Pos                  |
| 41                   | Oliver Naesen (BEL)          | 20.                  |
| 42                   | Benoît Cosnefroy (FRA)       | 10.                  |
| 43                   | Julien Duval (FRA)           | 122.                 |
| 44                   | Mathias Frank (SUI)          | 23.                  |
| 45                   | Alexis Gougeard (FRA)        | DNF                  |
| 46                   | Aurélien Paret-Peintre (FRA) | 87.                  |
| 47                   | Nans Peters (FRA)            | 33.                  |

| Bahrain-Merida TBM | Bahrain-Merida TBM        | Bahrain-Merida TBM |
| ------------------ | ------------------------- | ------------------ |
| Num                | Ciclista                  | Pos                |
| 51                 | Vincenzo Nibali (ITA)     | 69.                |
| 52                 | Valerio Agnoli (ITA)      | DNF                |
| 53                 | Grega Bole (SLO)          | DNF                |
| 54                 | Damiano Caruso (ITA)      | 77.                |
| 55                 | Sonny Colbrelli (ITA)     | 37.                |
| 56                 | Iván García Cortina (ESP) | 73.                |
| 57                 | Matej Mohorič (SLO)       | 36.                |

| Team Ineos INS | Team Ineos INS             | Team Ineos INS |
| -------------- | -------------------------- | -------------- |
| Num            | Ciclista                   | Pos            |
| 61             | Geraint Thomas (GBR)       | 97.            |
| 62             | Leonardo Basso (ITA)       | 118.           |
| 63             | Christian Knees (GER)      | 103.           |
| 64             | Michał Kwiatkowski (POL)   | 119.           |
| 65             | Christopher Lawless (GBR)  | 66.            |
| 66             | Kristoffer Halvorsen (NOR) | 120.           |
| 67             | Jonathan Castroviejo (ESP) | 72.            |

| UAE Team Emirates UAD | UAE Team Emirates UAD   | UAE Team Emirates UAD |
| --------------------- | ----------------------- | --------------------- |
| Num                   | Ciclista                | Pos                   |
| 71                    | Diego Ulissi (ITA)      | 4.                    |
| 72                    | Sven Erik Bystrøm (NOR) | 31.                   |
| 73                    | Rui Costa (POR)         | 41.                   |
| 74                    | Daniel Martin (IRL)     | 95.                   |
| 75                    | Rui Oliveira (POR)      | 46.                   |
| 76                    | Jasper Philipsen (BEL)  | 63.                   |
| 77                    | Jan Polanc (SLO)        | 108.                  |

| Astana AST | Astana AST             | Astana AST |
| ---------- | ---------------------- | ---------- |
| Num        | Ciclista               | Pos        |
| 81         | Hugo Houle (CAN)       | 15.        |
| 82         | Pello Bilbao (ESP)     | 64.        |
| 83         | Davide Ballerini (ITA) | 70.        |
| 84         | Andrey Zeits (KAZ)     | 32.        |
| 85         | Magnus Cort (DEN)      | 112.       |
| 86         | Davide Villella (ITA)  | 25.        |
| 87         | Jonas Gregaard (DEN)   | 78.        |

| Lotto-Soudal LTS | Lotto-Soudal LTS      | Lotto-Soudal LTS |
| ---------------- | --------------------- | ---------------- |
| Num              | Ciclista              | Pos              |
| 91               | Tim Wellens (BEL)     | 9.               |
| 92               | Stan Dewulf (BEL)     | 43.              |
| 93               | Lawrence Naesen (BEL) | 94.              |
| 94               | Nikolas Maes (BEL)    | 90.              |
| 95               | Maxime Monfort (BEL)  | 88.              |
| 96               | Jelle Vanendert (BEL) | 18.              |

| Groupama-FDJ GFC | Groupama-FDJ GFC       | Groupama-FDJ GFC |
| ---------------- | ---------------------- | ---------------- |
| Num              | Ciclista               | Pos              |
| 101              | Antoine Duchesne (CAN) | 81.              |
| 102              | Kevin Geniets (LUX)    | 48.              |
| 103              | Olivier Le Gac (FRA)   | 52.              |
| 104              | Valentin Madouas (FRA) | 24.              |
| 105              | Rudy Molard (FRA)      | 30.              |
| 106              | William Bonnet (FRA)   | DNF              |
| 107              | Anthony Roux (FRA)     | 42.              |

| EF Education First EF1 | EF Education First EF1     | EF Education First EF1 |
| ---------------------- | -------------------------- | ---------------------- |
| Num                    | Ciclista                   | Pos                    |
| 111                    | Michael Woods (CAN)        | 17.                    |
| 112                    | Julius van den Berg (NED)  | 114.                   |
| 113                    | Alberto Bettiol (ITA)      | 12.                    |
| 114                    | Nathan Brown (USA)         | 49.                    |
| 115                    | Alex Howes (USA) (estrada) | 53.                    |
| 116                    | Sep Vanmarcke (BEL)        | 40.                    |
| 117                    | James Whelan (AUS)         | 80.                    |

| Team Jumbo-Visma TJV | Team Jumbo-Visma TJV   | Team Jumbo-Visma TJV |
| -------------------- | ---------------------- | -------------------- |
| Num                  | Ciclista               | Pos                  |
| 121                  | Danny van Poppel (NED) | DNF                  |
| 122                  | Laurens De Plus (BEL)  | 98.                  |
| 123                  | Tom Leezer (NED)       | 113.                 |
| 124                  | Paul Martens (GER)     | 57.                  |
| 125                  | Jonas Vingegaard (DEN) | 96.                  |
| 126                  | Timo Roosen (NED)      | 8.                   |
| 127                  | Antwan Tolhoek (NED)   | 91.                  |

| Trek-Segafredo TFS | Trek-Segafredo TFS           | Trek-Segafredo TFS |
| ------------------ | ---------------------------- | ------------------ |
| Num                | Ciclista                     | Pos                |
| 131                | Richie Porte (AUS)           | 84.                |
| 132                | Nicola Conci (ITA)           | 123.               |
| 133                | Julien Bernard (FRA)         | DNF                |
| 134                | Michael Gogl (AUT)           | 105.               |
| 135                | Bauke Mollema (NED)          | 14.                |
| 136                | Toms Skujiņš (LAT) (estrada) | 107.               |
| 137                | Jasper Stuyven (BEL)         | 5.                 |

| Movistar Team MOV | Movistar Team MOV             | Movistar Team MOV |
| ----------------- | ----------------------------- | ----------------- |
| Num               | Ciclista                      | Pos               |
| 141               | Carlos Alberto Betancur (COL) | 34.               |
| 142               | Jaime Castrillo (ESP)         | 56.               |
| 143               | Rubén Fernández (ESP)         | 58.               |
| 144               | Lluís Mas (ESP)               | DNF               |
| 145               | Eduard Prades (ESP)           | 16.               |
| 146               | Jürgen Roelandts (BEL)        | 76.               |
| 147               | Jasha Sütterlin (GER)         | 26.               |

| Mitchelton-Scott MTS | Mitchelton-Scott MTS          | Mitchelton-Scott MTS |
| -------------------- | ----------------------------- | -------------------- |
| Num                  | Ciclista                      | Pos                  |
| 151                  | Adam Yates (GBR)              | 21.                  |
| 152                  | Brent Bookwalter (USA)        | 44.                  |
| 153                  | Jack Haig (AUS)               | 28.                  |
| 154                  | Lucas Hamilton (AUS)          | 65.                  |
| 155                  | Daryl Impey (RSA) (estrada)   | 11.                  |
| 156                  | Christopher Juul-Jensen (DEN) | 100.                 |
| 157                  | Robert Stannard (AUS)         | 102.                 |

| Katusha-Alpecin TKA | Katusha-Alpecin TKA    | Katusha-Alpecin TKA |
| ------------------- | ---------------------- | ------------------- |
| Num                 | Ciclista               | Pos                 |
| 161                 | Nathan Haas (AUS)      | 39.                 |
| 162                 | Jenthe Biermans (BEL)  | DNF                 |
| 163                 | José Gonçalves (POR)   | 128.                |
| 164                 | Marco Haller (AUT)     | 38.                 |
| 165                 | Reto Hollenstein (SUI) | 111.                |
| 166                 | Rick Zabel (GER)       | DNF                 |
| 167                 | Simon Špilak (SLO)     | 61.                 |

| Dimension Data TDD | Dimension Data TDD                | Dimension Data TDD |
| ------------------ | --------------------------------- | ------------------ |
| Num                | Ciclista                          | Pos                |
| 171                | Enrico Gasparotto (ITA)           | 50.                |
| 172                | Ryan Gibbons (RSA)                | 85.                |
| 173                | Michael Valgren (DEN)             | 19.                |
| 174                | Reinardt Janse van Rensburg (RSA) | 110.               |
| 175                | Roman Kreuziger (CZE)             | DNF                |
| 176                | Gino Mäder (SUI)                  | DNF                |
| 177                | Tom Slagter (NED)                 | 6.                 |

| Israel Cycling Academy ICA | Israel Cycling Academy ICA | Israel Cycling Academy ICA |
| -------------------------- | -------------------------- | -------------------------- |
| Num                        | Ciclista                   | Pos                        |
| 181                        | Guillaume Boivin (CAN)     | DNF                        |
| 182                        | Alexander Cataford (CAN)   | 51.                        |
| 183                        | Nathan Earle (AUS)         | 93.                        |
| 184                        | August Jensen (NOR)        | 67.                        |
| 185                        | Krists Neilands (LAT)      | 55.                        |
| 186                        | Guy Sagiv (ISR) (estrada)  | 126.                       |
| 187                        | Kristian Sbaragli (ITA)    | 13.                        |

| Rally UHC Cycling RLY | Rally UHC Cycling RLY | Rally UHC Cycling RLY |
| --------------------- | --------------------- | --------------------- |
| Num                   | Ciclista              | Pos                   |
| 191                   | Svein Tuft (CAN)      | DNF                   |
| 192                   | Ryan Anderson (CAN)   | 86.                   |
| 193                   | Rob Britton (CAN)     | 79.                   |
| 194                   | Gavin Mannion (USA)   | 124.                  |
| 195                   | Matteo Dal-Cin (CAN)  | 127.                  |
| 196                   | Adam de Vos (CAN)     | 45.                   |
| 197                   | Nigel Ellsay (CAN)    | 106.                  |

| Canadá CAN | Canadá CAN               | Canadá CAN |
| ---------- | ------------------------ | ---------- |
| Num        | Ciclista                 | Pos        |
| 201        | James Piccoli            | 22.        |
| 202        | Evan Burtnik             | 125.       |
| 203        | Jordan Cheyne            | 115.       |
| 204        | Charles-Étienne Chrétien | 116.       |
| 205        | Laurent Gervais          | 74.        |
| 206        | Adam Roberge             | DNF        |
| 207        | Nickolas Zukowsky        | 68.        |

| Team Sunweb SUN | Team Sunweb SUN           | Team Sunweb SUN |
| --------------- | ------------------------- | --------------- |
| Num             | Ciclista                  | Pos             |
| 1               | Michael Matthews (AUS)    | 1.              |
| 2               | Louis Vervaeke (BEL)      | 121.            |
| 3               | Jan Bakelants (BEL)       | 59.             |
| 4               | Jai Hindley (AUS)         | 92.             |
| 5               | Marc Hirschi (SUI)        | 62.             |
| 6               | Lennard Kämna (GER)       | DNF             |
| 7               | Johannes Fröhlinger (GER) | DNF             |

| Deceuninck-Quick Step DQT | Deceuninck-Quick Step DQT | Deceuninck-Quick Step DQT |
| ------------------------- | ------------------------- | ------------------------- |
| Num                       | Ciclista                  | Pos                       |
| 11                        | Julian Alaphilippe (FRA)  | 7.                        |
| 12                        | Kasper Asgreen (DEN)      | 27.                       |
| 13                        | Dries Devenyns (BEL)      | 101.                      |
| 14                        | Remco Evenepoel (BEL)     | 99.                       |
| 15                        | Mikkel Honoré (DEN)       | 54.                       |
| 16                        | Enric Mas (ESP)           | 71.                       |
| 17                        | Pieter Serry (BEL)        | 109.                      |

| Bora-Hansgrohe BOH | Bora-Hansgrohe BOH             | Bora-Hansgrohe BOH |
| ------------------ | ------------------------------ | ------------------ |
| Num                | Ciclista                       | Pos                |
| 21                 | Peter Sagan (SVK)              | 2.                 |
| 22                 | Cesare Benedetti (ITA)         | 89.                |
| 23                 | Marcus Burghardt (GER)         | 117.               |
| 24                 | Patrick Konrad (AUT) (estrada) | 104.               |
| 25                 | Jay McCarthy (AUS)             | 35.                |
| 26                 | Daniel Oss (ITA)               | 75.                |
| 27                 | Christoph Pfingsten (GER)      | DNF                |

| CCC Team CCC | CCC Team CCC            | CCC Team CCC |
| ------------ | ----------------------- | ------------ |
| Num          | Ciclista                | Pos          |
| 31           | Greg Van Avermaet (BEL) | 3.           |
| 32           | Josef Černý (CZE)       | DNF          |
| 33           | Simon Geschke (GER)     | 29.          |
| 34           | Serge Pauwels (BEL)     | 60.          |
| 35           | Joey Rosskopf (USA)     | 47.          |
| 36           | Michael Schär (SUI)     | 83.          |
| 37           | Łukasz Wiśniowski (POL) | 82.          |

| AG2R La Mondiale ALM | AG2R La Mondiale ALM         | AG2R La Mondiale ALM |
| -------------------- | ---------------------------- | -------------------- |
| Num                  | Ciclista                     | Pos                  |
| 41                   | Oliver Naesen (BEL)          | 20.                  |
| 42                   | Benoît Cosnefroy (FRA)       | 10.                  |
| 43                   | Julien Duval (FRA)           | 122.                 |
| 44                   | Mathias Frank (SUI)          | 23.                  |
| 45                   | Alexis Gougeard (FRA)        | DNF                  |
| 46                   | Aurélien Paret-Peintre (FRA) | 87.                  |
| 47                   | Nans Peters (FRA)            | 33.                  |

| Bahrain-Merida TBM | Bahrain-Merida TBM        | Bahrain-Merida TBM |
| ------------------ | ------------------------- | ------------------ |
| Num                | Ciclista                  | Pos                |
| 51                 | Vincenzo Nibali (ITA)     | 69.                |
| 52                 | Valerio Agnoli (ITA)      | DNF                |
| 53                 | Grega Bole (SLO)          | DNF                |
| 54                 | Damiano Caruso (ITA)      | 77.                |
| 55                 | Sonny Colbrelli (ITA)     | 37.                |
| 56                 | Iván García Cortina (ESP) | 73.                |
| 57                 | Matej Mohorič (SLO)       | 36.                |

| Team Ineos INS | Team Ineos INS             | Team Ineos INS |
| -------------- | -------------------------- | -------------- |
| Num            | Ciclista                   | Pos            |
| 61             | Geraint Thomas (GBR)       | 97.            |
| 62             | Leonardo Basso (ITA)       | 118.           |
| 63             | Christian Knees (GER)      | 103.           |
| 64             | Michał Kwiatkowski (POL)   | 119.           |
| 65             | Christopher Lawless (GBR)  | 66.            |
| 66             | Kristoffer Halvorsen (NOR) | 120.           |
| 67             | Jonathan Castroviejo (ESP) | 72.            |

| UAE Team Emirates UAD | UAE Team Emirates UAD   | UAE Team Emirates UAD |
| --------------------- | ----------------------- | --------------------- |
| Num                   | Ciclista                | Pos                   |
| 71                    | Diego Ulissi (ITA)      | 4.                    |
| 72                    | Sven Erik Bystrøm (NOR) | 31.                   |
| 73                    | Rui Costa (POR)         | 41.                   |
| 74                    | Daniel Martin (IRL)     | 95.                   |
| 75                    | Rui Oliveira (POR)      | 46.                   |
| 76                    | Jasper Philipsen (BEL)  | 63.                   |
| 77                    | Jan Polanc (SLO)        | 108.                  |

| Astana AST | Astana AST             | Astana AST |
| ---------- | ---------------------- | ---------- |
| Num        | Ciclista               | Pos        |
| 81         | Hugo Houle (CAN)       | 15.        |
| 82         | Pello Bilbao (ESP)     | 64.        |
| 83         | Davide Ballerini (ITA) | 70.        |
| 84         | Andrey Zeits (KAZ)     | 32.        |
| 85         | Magnus Cort (DEN)      | 112.       |
| 86         | Davide Villella (ITA)  | 25.        |
| 87         | Jonas Gregaard (DEN)   | 78.        |

| Lotto-Soudal LTS | Lotto-Soudal LTS      | Lotto-Soudal LTS |
| ---------------- | --------------------- | ---------------- |
| Num              | Ciclista              | Pos              |
| 91               | Tim Wellens (BEL)     | 9.               |
| 92               | Stan Dewulf (BEL)     | 43.              |
| 93               | Lawrence Naesen (BEL) | 94.              |
| 94               | Nikolas Maes (BEL)    | 90.              |
| 95               | Maxime Monfort (BEL)  | 88.              |
| 96               | Jelle Vanendert (BEL) | 18.              |

| Groupama-FDJ GFC | Groupama-FDJ GFC       | Groupama-FDJ GFC |
| ---------------- | ---------------------- | ---------------- |
| Num              | Ciclista               | Pos              |
| 101              | Antoine Duchesne (CAN) | 81.              |
| 102              | Kevin Geniets (LUX)    | 48.              |
| 103              | Olivier Le Gac (FRA)   | 52.              |
| 104              | Valentin Madouas (FRA) | 24.              |
| 105              | Rudy Molard (FRA)      | 30.              |
| 106              | William Bonnet (FRA)   | DNF              |
| 107              | Anthony Roux (FRA)     | 42.              |

| EF Education First EF1 | EF Education First EF1     | EF Education First EF1 |
| ---------------------- | -------------------------- | ---------------------- |
| Num                    | Ciclista                   | Pos                    |
| 111                    | Michael Woods (CAN)        | 17.                    |
| 112                    | Julius van den Berg (NED)  | 114.                   |
| 113                    | Alberto Bettiol (ITA)      | 12.                    |
| 114                    | Nathan Brown (USA)         | 49.                    |
| 115                    | Alex Howes (USA) (estrada) | 53.                    |
| 116                    | Sep Vanmarcke (BEL)        | 40.                    |
| 117                    | James Whelan (AUS)         | 80.                    |

| Team Jumbo-Visma TJV | Team Jumbo-Visma TJV   | Team Jumbo-Visma TJV |
| -------------------- | ---------------------- | -------------------- |
| Num                  | Ciclista               | Pos                  |
| 121                  | Danny van Poppel (NED) | DNF                  |
| 122                  | Laurens De Plus (BEL)  | 98.                  |
| 123                  | Tom Leezer (NED)       | 113.                 |
| 124                  | Paul Martens (GER)     | 57.                  |
| 125                  | Jonas Vingegaard (DEN) | 96.                  |
| 126                  | Timo Roosen (NED)      | 8.                   |
| 127                  | Antwan Tolhoek (NED)   | 91.                  |

| Trek-Segafredo TFS | Trek-Segafredo TFS           | Trek-Segafredo TFS |
| ------------------ | ---------------------------- | ------------------ |
| Num                | Ciclista                     | Pos                |
| 131                | Richie Porte (AUS)           | 84.                |
| 132                | Nicola Conci (ITA)           | 123.               |
| 133                | Julien Bernard (FRA)         | DNF                |
| 134                | Michael Gogl (AUT)           | 105.               |
| 135                | Bauke Mollema (NED)          | 14.                |
| 136                | Toms Skujiņš (LAT) (estrada) | 107.               |
| 137                | Jasper Stuyven (BEL)         | 5.                 |

| Movistar Team MOV | Movistar Team MOV             | Movistar Team MOV |
| ----------------- | ----------------------------- | ----------------- |
| Num               | Ciclista                      | Pos               |
| 141               | Carlos Alberto Betancur (COL) | 34.               |
| 142               | Jaime Castrillo (ESP)         | 56.               |
| 143               | Rubén Fernández (ESP)         | 58.               |
| 144               | Lluís Mas (ESP)               | DNF               |
| 145               | Eduard Prades (ESP)           | 16.               |
| 146               | Jürgen Roelandts (BEL)        | 76.               |
| 147               | Jasha Sütterlin (GER)         | 26.               |

| Mitchelton-Scott MTS | Mitchelton-Scott MTS          | Mitchelton-Scott MTS |
| -------------------- | ----------------------------- | -------------------- |
| Num                  | Ciclista                      | Pos                  |
| 151                  | Adam Yates (GBR)              | 21.                  |
| 152                  | Brent Bookwalter (USA)        | 44.                  |
| 153                  | Jack Haig (AUS)               | 28.                  |
| 154                  | Lucas Hamilton (AUS)          | 65.                  |
| 155                  | Daryl Impey (RSA) (estrada)   | 11.                  |
| 156                  | Christopher Juul-Jensen (DEN) | 100.                 |
| 157                  | Robert Stannard (AUS)         | 102.                 |

| Katusha-Alpecin TKA | Katusha-Alpecin TKA    | Katusha-Alpecin TKA |
| ------------------- | ---------------------- | ------------------- |
| Num                 | Ciclista               | Pos                 |
| 161                 | Nathan Haas (AUS)      | 39.                 |
| 162                 | Jenthe Biermans (BEL)  | DNF                 |
| 163                 | José Gonçalves (POR)   | 128.                |
| 164                 | Marco Haller (AUT)     | 38.                 |
| 165                 | Reto Hollenstein (SUI) | 111.                |
| 166                 | Rick Zabel (GER)       | DNF                 |
| 167                 | Simon Špilak (SLO)     | 61.                 |

| Dimension Data TDD | Dimension Data TDD                | Dimension Data TDD |
| ------------------ | --------------------------------- | ------------------ |
| Num                | Ciclista                          | Pos                |
| 171                | Enrico Gasparotto (ITA)           | 50.                |
| 172                | Ryan Gibbons (RSA)                | 85.                |
| 173                | Michael Valgren (DEN)             | 19.                |
| 174                | Reinardt Janse van Rensburg (RSA) | 110.               |
| 175                | Roman Kreuziger (CZE)             | DNF                |
| 176                | Gino Mäder (SUI)                  | DNF                |
| 177                | Tom Slagter (NED)                 | 6.                 |

| Israel Cycling Academy ICA | Israel Cycling Academy ICA | Israel Cycling Academy ICA |
| -------------------------- | -------------------------- | -------------------------- |
| Num                        | Ciclista                   | Pos                        |
| 181                        | Guillaume Boivin (CAN)     | DNF                        |
| 182                        | Alexander Cataford (CAN)   | 51.                        |
| 183                        | Nathan Earle (AUS)         | 93.                        |
| 184                        | August Jensen (NOR)        | 67.                        |
| 185                        | Krists Neilands (LAT)      | 55.                        |
| 186                        | Guy Sagiv (ISR) (estrada)  | 126.                       |
| 187                        | Kristian Sbaragli (ITA)    | 13.                        |

| Rally UHC Cycling RLY | Rally UHC Cycling RLY | Rally UHC Cycling RLY |
| --------------------- | --------------------- | --------------------- |
| Num                   | Ciclista              | Pos                   |
| 191                   | Svein Tuft (CAN)      | DNF                   |
| 192                   | Ryan Anderson (CAN)   | 86.                   |
| 193                   | Rob Britton (CAN)     | 79.                   |
| 194                   | Gavin Mannion (USA)   | 124.                  |
| 195                   | Matteo Dal-Cin (CAN)  | 127.                  |
| 196                   | Adam de Vos (CAN)     | 45.                   |
| 197                   | Nigel Ellsay (CAN)    | 106.                  |

| Canadá CAN | Canadá CAN               | Canadá CAN |
| ---------- | ------------------------ | ---------- |
| Num        | Ciclista                 | Pos        |
| 201        | James Piccoli            | 22.        |
| 202        | Evan Burtnik             | 125.       |
| 203        | Jordan Cheyne            | 115.       |
| 204        | Charles-Étienne Chrétien | 116.       |
| 205        | Laurent Gervais          | 74.        |
| 206        | Adam Roberge             | DNF        |
| 207        | Nickolas Zukowsky        | 68.        |